# شهرستان ژونگنینگ
شهرستان ژونگنینگ (به لاتین: Zhongning County) یک شهرستان‌های جمهوری خلق چین در چین است که در ژانگوی واقع شده‌است.